# SNR B0509-67.5
SNR B0509-67.5 (w skrócie SNR 0509) – pozostałość po supernowej odkryta w 2010 przez Kosmiczny Teleskop Hubble’a. Obłok gazowy znajduje się około 160 tysięcy lat świetlnych od Ziemi i położony jest w Wielkim Obłoku Magellana.
Szacuje się, że wybuch supernowej miał miejsce około roku 1600. Obserwacje w zakresie promieniowania rentgenowskiego dokonane przez teleskop kosmiczny Chandra i XMM-Newton oraz w zakresie światła widzialnego dokonane przez Obserwatorium Gemini pozwoliły określić, że był to wybuch typu Ia, w nietypowym wariancie podobnym do SN 1991T.
Zazwyczaj supernowe typu I powodowane są przez eksplodujące białe karły znajdujące się w układach podwójnych ze znacznie większymi gwiazdami, z których ściągają one materię aż do momentu, w którym ich masa przekracza granicę Chandrasekhara, co powoduje ich wybuch. W przypadku SNR 0509-67.5, pomimo bardzo dokładnych obserwacji dokonanych przez Kosmiczny Teleskop Hubble’a, nie udało się odkryć gwiazdy, która mogła towarzyszyć białemu karłowi i spowodować jego wybuch. Brak takiej gwiazdy sugeruje, że SNR 0509-67.5 powstała w wyniku nieco innego typu wybuchu – był on najprawdopodobniej spowodowany przez dwa białe karły tworzące układ podwójny, które zderzyły się ze sobą, a ich łączna masa przekroczyła granicę Chandrasekhara, co spowodowało ich wybuch jako supernowej.
Pomimo że supernowa wydarzyła się zaledwie 400 lat temu, nie są znane żadne przekazy z tego okresu, które mówiłyby o tym, że była ona widziana z Ziemi.
Obecnie średnica SNR 0509 wynosi ok. 23 lata świetlne, obłok gazu rozszerza się z prędkością ponad 18 milionów kilometrów na godzinę.